# Highlight (grupo sul-coreano)
Highlight (hangul: 하이라이트; anteriormente conhecido como BEAST e B2ST) é um grupo masculino sul-coreano formado pela Cube Entertainment em 2009. O grupo consiste em quatro integrantes, sendo eles: Doojoon, Gikwang, Yoseob e Dongwoon. O integrante Hyunseung oficialmente saiu do grupo em 19 de abril de 2016, quando ainda estavam sob o nome BEAST. O integrante Junhyung oficialmente saiu do grupo em 14 de março de 2019.
Ainda sob o nome BEAST, Highlight lançou três álbuns de estúdio e oito extended plays em língua coreana, tendo também lançado dois álbuns de estúdio e vários singles em língua japonesa. O grupo fez sua estreia oficial com o lançamento do EP Beast Is the B2ST. Eles então lançaram seu primeiro álbum de estúdio, Fiction and Fact, em 2011, recebendo suas primeiras "coroas triplas" no M! Countdown com a faixa-título "Fiction". No mesmo ano, o grupo fez sua estreia japonesa com o lançamento da versão japonesa de "Shock".
Em 16 de outubro de 2016, o contrato de 7 anos dos integrantes com a Cube Entertainment expirou; todos os 5 membros atuais decidiram não renová-los e abriram uma nova gravadora juntos. Apenas o ex-integrante Hyunseung renovou seu contrato com a empresa. Em 15 de dezembro de 2016, Highlight anunciou oficialmente sua nova gravadora independente, Around US Entertainment.

## Carreira

### 2009- 2010: Pré-estreia e estreia
Antes de debutar como grupo, o integrante GiKwang já promovia seu debut solo como AJ (Ace Junior).
Em seu show de debut, YoSeob, (que gravou o MV "Dancing Shoes"), juntamente com DooJoon, JunHyung e HyunSeung fizeram parte da equipe de dançarinos, e para os diretores da CUBE, essa era uma visão diferente do que estavam à espera. O CEO Hong SeongSun viu nos rapazes um potencial para formar um grupo, que seria um quinteto. DongWoon foi o último a entrar para o grupo, formando um sexteto que chegou a ter vários nomes, sendo que no fim o escolhido foi B2ST/BEAST. Em 2017, devido ao término de seu contrato, o nome foi mudado para Highlight.
Faltando alguns dias para o showcase de debut do grupo, JunHyung compôs "Bad Girl" e todos os singles do primeiro mini-álbum. Foram ensaiados a semana toda com o coreógrafo AJ, que também coreografou sucessos como Usher e Sean Kingston.
No dia 16 de Outubro de 2009, o primeiro showcase do grupo foi realizado, trazendo então o lançamento do álbum "B2ST is the BEAST" e o MV "Bad Girl".
No início de 2010, lançaram o primeiro álbum de estúdio japonês, o "SO B2ST". No mesmo ano, lançaram 3 mini-álbuns (Shock, Soom e Beautiful), expandindo seus singles e MV'S pela internet e fazendo com que abrisse mais portas para concertos em outros países, principalmente no Japão.

### 2011:Fiction and Fact
No ano de 2011, realizaram o comeback onde lançaram seu primeiro álbum de estúdio coreano, Fiction and Fact, recebendo sua primeira tríplice coroa no programa da M.net, M! Countdown, para o primeiro single "Fiction". No mesmo ano, B2ST fez sua estreia japonesa com o lançamento do single, "Shock (Japanese Version)".
O grupo foi conseguindo elogios comerciais e críticas significativas ao longo do tempo, ganhando o prêmio Bonsang no Seoul Music Awards em 2011 e 2012. B2ST ganhou o Artista do Ano (Daesang) no Melon Music Awards e Álbum do Ano por Fiction and Fact no Gaon Chart Awards para o segundo trimestre do ano em 2011. "Fiction" também ganhou um Daesang para "Canção do Ano" no KBS Music Festival 2011. Eles repetiram essa façanha em 2012, ganhando Artista do Ano no Melon Music Awards. E ainda em 13 de dezembro de 2011, o grupo passou pela primeira vez no Brasil, realizando com 4Minute e G.NA, o evento UNITED CUBE BRAZIL.

### 2012:Midnight Sun
Em 2012, lançaram o mini-álbum "Midnight Sun" também conhecido como "Beautiful Night", retornando também com MV de "Beautiful Night" gravado em Nova Iorque. E ainda no mesmo ano, gravaram e lançaram o primeiro DVD "Welcome To B2st Airline", em Seoul. E no fim do ano, deram início a primeira tour oficial no Japão, denominada "Beautiful Show 2012".

### 2013: Hard To Love, How To Love
Em 2013, o grupo gravou o segundo álbum de estúdio coreano, "Hard to love, how to love". Lançaram também o MV de "Shadow" e ainda, gravaram e lançaram o segundo DVD "Beautiful Show 2013" em Yokohama, no Japão.

### 2014:Good Luck
O ano de 2014 também foi importante para o grupo, não só pelos prêmios mas também pelas conquistas. Em plena Copa do Mundo, acabando de sair da promoção do mini-álbum extra "TIME", o grupo se prepara a produção do sexto mini-álbum "Good Luck" com a gravação do reality SHOWTIME BURNING THE BEAST gravado em 3 meses, onde o grupo mostrou que podiam retornar frescos, relaxantes e sendo o B2st que sempre foram.
No meio do ano, gravaram e lançaram o terceiro DVD "B2ST JAPAN TOUR 2014 FINAL" em Tóquio, no Japão. E no fim do ano, gravaram e lançaram o quarto DVD "Beautiful Show 2014" em Seoul, na Coreia do Sul, sendo gravado e lançado no último bimestre também, o MV do single japonês "Adrenaline".

### 2015:Ordinarye solos de HyunSeung e DongWoon
E 2015 chegou para o grupo como um ano muito realizador e abençoado. No início de 2015, HyunSeung lançou seu primeiro mini-álbum solo intitulado "MY". E ainda em maio, DongWoon também lançou seu primeiro mini-álbum solo japonês, denominado "KIMISHIKA".
Iniciando a produção do oitavo mini-álbum "Ordinary", o grupo também iniciou a tour de 2015 pelo Japão e outros países realizando concertos e fanmeetings, além de fansings e participações em programas. E ainda no início do ano, gravaram e lançaram o quinto DVD "Beautiful Show 2015" em Hong Kong, na China.
No dia 27 de julho, retornaram performando no Music Core com os singles "YeY" e "Gotta go to work", que tiveram seus MV'S lançados e com o single "YeY", ganharam muitos prêmios e inclusive o do Music Bank (Bonsang).
No segundo semestre, gravaram e lançaram o sexto DVD "Beautiful Show 2015 live in Seoul" na Coreia do Sul. No fim do ano, veio o projeto que começou em 2014, o "BEAST JAPAN BEST", onde foram lançados e liberados os singles "One", "Hands up", "Can't wait to love you", "This is my life", "Only one" e "Stay Forever" que estarão presentes no segundo álbum de estúdio japonês "Guess Who?", que estava com o lançamento previsto para março de 2016.

### 2016/2017: Segundo álbum japonês, saída de HyunSeung,HIGHLIGHTe saída do grupo da CUBE
E 2016 já começou quente para o grupo, com muitos compromissos na China e no Japão, o prêmio que ganharam no Season Greatings 2016 com "Ordinary" e o retorno japonês como lançamento do álbum "Guess Who?" no dia 13 de março, além do retorno coreano previsto para o meio do ano.
No dia 19 de abril de 2016, a Cube Entertainment anunciou a saída de Jang HyunSeung do grupo, permanecendo assim com os 5 membros remanescentes.
Após o lançamento de diversos teasers e do MV "Butterfly" , o quinteto realizou o comeback coreano com a música "Ribbon" juntamente com seu clipe no dia 4 de julho. O  lançamento de seu terceiro álbum completo "HIGHLIGHT", que conta com doze faixas  estaria previsto para o dia 7.
E no dia 7 de julho, foi lançado o terceiro álbum "HIGHLIGHT", tendo "Ribbon" como faixa-título, "Butterfly", "Highlight", "When I", além do dueto tão esperado com DooJoon e GiKwang no single "Baby It's You" e dos solos de JunHyung em "Found You", do DongWoon em "I'll Give You My All" e do YoSeob em "Na Oa", entre outros single inéditos.
No dia seguinte, dia 8 de julho, o grupo retornou com "Ribbon" e "Butterfly", no 'M! Mnet Countdown', abrilhantando o palco e fechando com chave de ouro, o tão aguardado evento. Eles já mal retornaram e conseguiram um prêmio de melhor performance com "Butterfly". E ainda no dia seguinte, no dia 9 de julho, o grupo brilhou mas foi no palco do evento 'Show! Music Core', transmitido pela MBC e também ganharam o prêmio de melhor música do evento, com "Ribbon".
Foram 3 semanas consecutivas de promoção do novo álbum, performando nos eventos "M! Mnet Countdown", "Show! Music Core", "Inkigayo", "KBS Music Festival" e "MelOn Music Awards" e além disso, o grupo já está colecionando mais prêmios com os novos singles, chegando a superar a quantidade ganhada com "Good Luck", em 2014.
No dia 15 de outubro o contrato de 7 anos do grupo com a empresa chegou ao fim. Os 5 atuais membros decidiram não renovar o contrato, entretanto, anunciaram a criarão da própria empresa juntos.
De acordo com relatos, no dia 29 de novembro, os membros do B2ST decidiram que iam seguir em frente depois de deixar a Cube Entertainment no mês de outubro. Eles então, criaram a nova empresa de entretenimento Around US Entertainment juntamente de Mr. Kim, com quem possui conexões com o entretenimento de Hong Kong e trabalhou anteriormente com a JYP Pictures.
E no dia 23 de fevereiro de 2017 as negociações com a Cube sobre o nome "Beast" chegou ao fim, sendo assim, os meninos rapidamente acabaram anunciando seu novo nome "HIGHLIGHT".
E também anunciaram a data de seu "re-debut" para o dia 20 de março de 2017.

### 2017: O início de HIGHLIGHT e o novo álbum "Can You Feel It?"
O grupo agora com somente 5 integrantes, uma empresa própria e um nome novo, só estava esperando por uma coisa. Eles, estavam se preparando para um próximo comeback, mas dessa vez, seria Highlight.
No dia 20 de março, o comeback foi realizado com sucesso tendo o single "Plz Don't Be Sad" como carro-chefe. A música "It's Still Beautiful" também foi escolhida para o comeback e assim, seriam as duas performances importantes. Eles se promoveram por 3 semanas consecutivas e logo depois, retornaram aos eventos como fanmeetings e fansigns em vários países.
E no dia 29 de maio, a emissora 1theK soltou oficialmente o MV do single "Calling You", tendo um pouco mais de 800 mil views em 1 hora após sua postagem no YouTube.
O grupo fez outro comeback dia 08 de junho, com "Calling You" e promoveram a música por duas semanas seguidas, e com isso, alcançaram o topo dos Charts, sendo a música mais executada no país.
Logo após o ótimo feito, os meninos mais uma vez brilharam, conseguindo 3 prêmios de Bosang para os singles "Callling You" e "Plz Don't Be Sad" e um Daesang para o álbum "Can You Feel It?" nos eventos MeOn Music Awards e Mnet Asian Music Awards (MAMA).
Eles se pronunciaram recentemente sobre o próximo comeback que vai ter mas não deram previsão de data.

## Integrantes
- Doojoon (em coreano:  두준), nascido Yoon Doojoon (em coreano:  윤두준) em 4 de junho de 1989 (35 anos) em Goyang, Coreia do Sul.
- Yoseob (em coreano:  요섭), nascido Yang Yoseob (em coreano:  양요섭) em 5 de janeiro de 1990 (35 anos) em Seul, Coreia do Sul.
- Gikwang (em coreano:  기광), nascido Lee Gikwang (em coreano:  이기광) em 30 de março de 1990 (34 anos) em Gwangju, Coreia do Sul.
- Dongwoon (em coreano:  동운), nascido Son Dongwoon (em coreano:  손동운) em 6 de junho de 1991 (29 anos) em Busan, Coreia do Sul.

### Ex-integrantes
- Jang Hyun-seung (em coreano:  현승), nascido Jang Hyunseung (em coreano:  장현승) em 3 de setembro de 1989 (35 anos) em Guri, Coreia do Sul
- Junhyung (em coreano:  준형), nascido Yong Junhyung (em coreano:  용준형) em 19 de dezembro de 1989 (35 anos) em Seul, Coreia do Sul.

## Discografia
| Álbuns de estúdio - 2011: "Fiction And Fact" - 2013: "Hard to Love, How to Love" - 2016: "Highlight" Mini álbuns - 2009: Beast Is the B2ST - 2010: Shock of the New Era - 2010: Mastermind - 2010: My Story - 2010: Lights Go On Again - 2012: Midnight Sun - 2014: Good Luck - 2014: Time - 2015: Ordinary - 2017: Can You Feel It? - 2017: Celebrate EP'S - 2009: Bad Girl - 2010: Shock - 2010: Soom - 2010: Beautiful - 2012: Beautiful Night - 2014: Good Luck - 2014: 12:30 - 2015: YeY DVD'S - 2012: Welcome to B2st Airline - 2013: Beautiful Show 2013 - 2014: B2ST JAPAN TOUR 2014 - 2014: Beautiful Show 2014 - 2015: Beautiful Show 2015 live in Hong Kong - 2015: Beautiful Show live in Seoul | Álbuns de estúdio - 2011: So Beast - 2016: Guess Who? Compilações - 2010: BEAST - Japan Premium Edition - 2014: BEAST Works 2009-2013 - 2014: BEAST Japan Best |